# Cosmia morleyi
Cosmia morleyi är en fjärilsart som beskrevs av Porritt 1923. Cosmia morleyi ingår i släktet Cosmia och familjen nattflyn. Inga underarter finns listade i Catalogue of Life.